# 2-Decanon
2-Decanon ist eine chemische Verbindung aus der Gruppe der Dialkylketone.

## Vorkommen

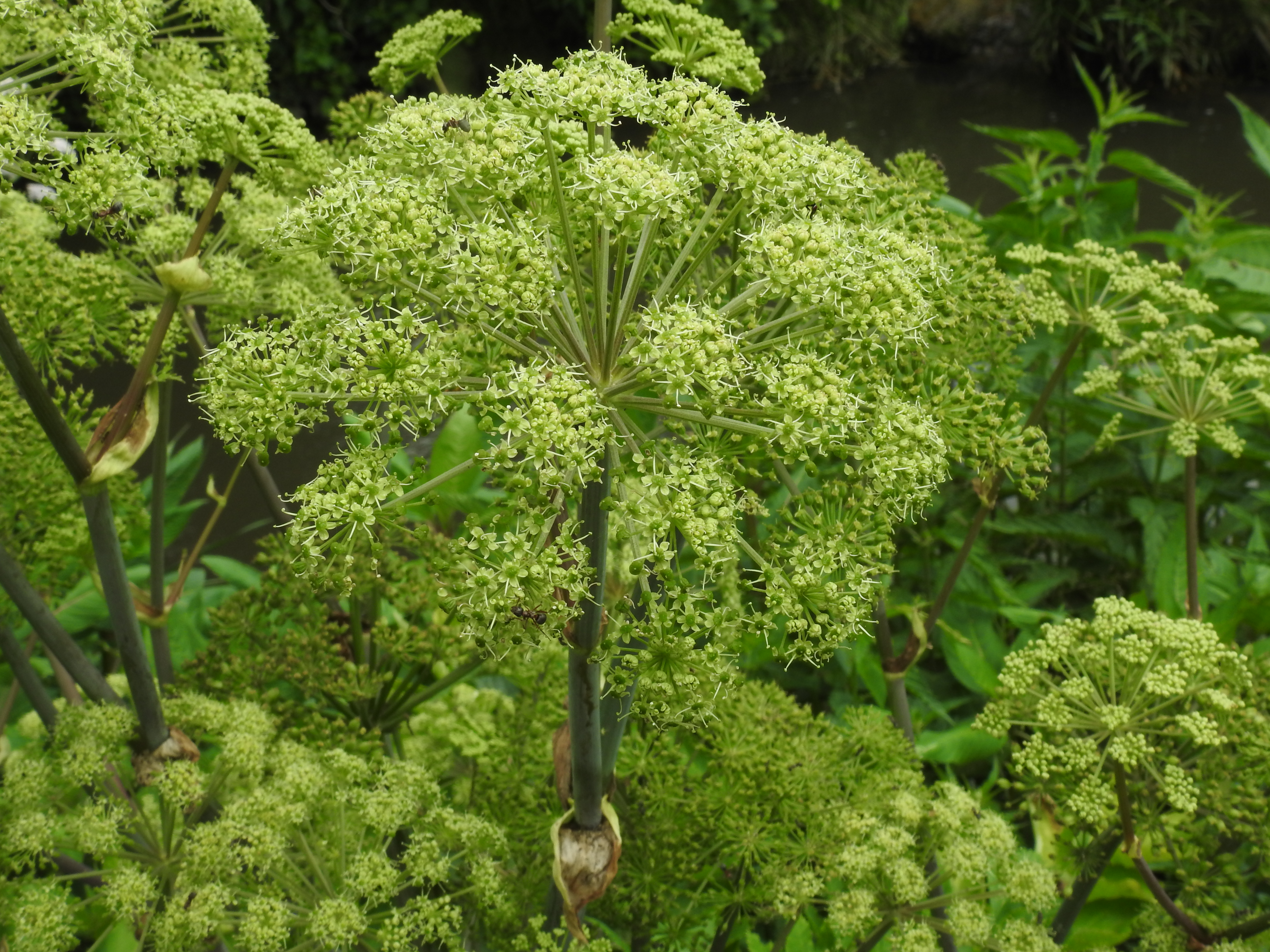
Arznei-Engelwurz enthält natürlicherweise 2-Decanon

2-Decanon kommt in relativ hohen Konzentrationen im Harz des ostafrikanischen Baumes Commiphora rostrata vor. Es kommt auch im Arznei-Engelwurz, im Echten Hopfen, im Virginischen Tabak, in Boldo und in der Weinraute vor.

## Gewinnung und Darstellung
2-Decanon kann durch Oxythallierung von 1-Decen mit Thallium(III)-nitrat in Methanol bei 0 °C gewonnen werden. 1-Decen kann auch mit Sauerstoff und Palladiumkomplexkatalysatoren mittel Wacker-Tsuji-Oxidation zu 2-Decanon umgesetzt werden.
Es kann auch durch Hydratisierung von 2-Decin gewonnen werden, wobei auch 3-Decanon entsteht.

## Eigenschaften
2-Decanon ist eine schwer entzündbare farblose Flüssigkeit, die praktisch unlöslich in Wasser ist.

## Verwendung
2-Decanon wird als Duftstoff verwendet.

## Sicherheitshinweise
Die Dämpfe von 2-Decanon können mit Luft ein explosionsfähiges Gemisch (Flammpunkt > 75 °C, Zündtemperatur 215 °C) bilden.